# بوستانک (بدخشان)
بوستانک (به لاتین: Bostanak) یک منطقهٔ مسکونی در افغانستان است که در ولسوالی خواهان واقع شده‌است.